# Тертл-Лейк (тауншип, округ Касс, Миннесота)
Тертл-Лейк (англ. Turtle Lake) — тауншип в округе Касс, Миннесота, США. На 2000 год его население составило 699 человек.

## География
По данным Бюро переписи населения США площадь тауншипа составляет 186,5 км², из которых 126,1 км² занимает суша, а 60,4 км² — вода (32,39 %).

## Демография
По данным переписи населения 2000 года здесь находились 699 человек, 271 домохозяйство и 211 семей. Плотность населения — 5,5 чел./км². На территории тауншипа расположено 610 построек со средней плотностью 4,8 построек на один квадратный километр. Расовый состав населения: 65,09 % белых, 0,29 % афроамериканцев, 30,47 % коренных американцев, 0,43 % азиатов, 0,29 % — других рас США и 3,43 % приходится на две или более других рас. Испанцы или латиноамериканцы любой расы составляли 1,29 % от популяции тауншипа.
Из 271 домохозяйства в 29,5 % воспитывались дети до 18 лет, в 59,4 % проживали супружеские пары, в 12,9 % проживали незамужние женщины и в 22,1 % домохозяйств проживали несемейные люди. 15,5 % домохозяйств состояли из одного человека, при том 9,2 % из — одиноких пожилых людей старше 65 лет. Средний размер домохозяйства — 2,58, а семьи — 2,83 человека.
26,6 % населения — младше 18 лет, 5,7 % — в возрасте от 18 до 24 лет, 22,7 % — от 25 до 44, 27,9 % — от 45 до 64, и 17,0 % — старше 65 лет. Средний возраст — 41 год. На каждые 100 женщин приходилось 106,8 мужчин. На каждые 100 женщин старше 18 приходилось 98,8 мужчин.
Средний годовой доход домохозяйства составлял 38 750 долларов, а средний годовой доход семьи — 39 219 долларов. Средний доход мужчин — 27 404 доллара, в то время как у женщин — 26 250. Доход на душу населения составил 17 049 долларов. За чертой бедности находились 4,5 % семей и 8,2 % всего населения тауншипа, из которых 9,7 % младше 18 и 6,4 % старше 65 лет.